# Olidiana spina
Olidiana spina är en insektsart som beskrevs av Zhang 1990. Olidiana spina ingår i släktet Olidiana och familjen dvärgstritar. Inga underarter finns listade i Catalogue of Life.